# Denis Foley
Denis Foley (* 14. Mai 1934 in Tralee, County Kerry, Irland; † 26. Oktober 2013 ebenda) war ein irischer Politiker der Fianna Fáil. Von 1981 bis 1989 und von 1992 bis 2002 war er Teachta Dála (Abgeordneter) im Dáil Éireann und von 1989 bis 1992 Mitglied des Seanad Éireann.

## Leben
Foley war zunächst Steuerpächter und wurde als Hotelbesitzer im County Kerry bekannt. 1979 wurde Foley Mitglied im Kerry County Council. Schon bei den Wahlen zum Dáil Éireann 1981 gelang es ihm, im Wahlkreis Kerry North einen Sitz für die Fianna Fáil zu erringen. Er verlor seinen Sitz wieder bei den Wahlen 1989. Er wurde dann zum 1. November 1989 über die Industrie- und Gewerbeliste in den Seanad Éireann gewählt. Bei den Wahlen 1992 gewann er den Sitz im Dáil wieder zurück. Bei den Wahlen zum Dáil Éireann 1997 wurde er noch einmal wiedergewählt. 2002 trat er nicht mehr an.
Anfang 2000 wurde bekannt, dass Foley Offshore-Konten bei der Ansbacher Bank (heute Qatar National Bank) zur Steuervermeidung unterhielt. Er trat im Februar 2000 aus der Fianna Fáil aus und wurde mit einer Ordnungsstrafe sanktioniert.

## Privates
Denis Foley war mit Hanna verheiratet, mit der er vier Kinder, darunter auch die Politikerin Norma Foley, hatte.